# Příbram
Příbram (în  cehă Příbram, în germană Pribram, de asemenea Przibram, 1939-1945: Pibrans) este un oraș în Regiunea Boemia Centrală din Cehia, la aproximativ 54 km sud-vest de Praga, pe râul Litavka. Are o populație de aproximativ 32.000 de locuitori (1 ianuarie 2021).